# Fulgencio Batista
Fulgencio Batista Zaldívar (Banes, Holguín, Kuba; 16. januar 1901 - Marbella, Málaga, Španija; 6. avgust 1973), rojen kot Rubén Zaldívar in bolj poznan kot Fulgencio Batista, je bil vojak in kubanski vladar. Izvoljen je bil za predsednika Kube in ji predsedoval med letoma 1940 in 1944, kot diktator pa je vladal na Kubi med letoma 1952 in 1959, ko je bil poražen med Kubansko revolucijo. Na oblast je prvič prišel preko državnega udara leta 1933 poznanega kot »Revuelta de los Sargentos«, ki se je končal z začasno vlado Carlosa Manuela de Céspedesa y Quesade. Takrat se je Batista imenoval za šefa oboroženih sil in si dodelil naslov polkovnika. Prav tako je ustanovil upravni odbor, znan kot »Pentarquía«. Med letoma 1934 in 1940 je obdržal nadzor nad več začasnimi predsedniki, leta 1940 pa je bil s populistično kandidaturo izvoljen za predsednika Kube. Istega leta je sprejel novo ustavo, ki je takrat veljala za napredno in se obdržal na oblasti vse do leta 1944. Ob izteku svojega mandata je živel vZdruženih državah Amerike in se vrnil na karibski otok kot predsedniški kandidat na volitvah leta 1952. Glede na predviden poraz, je povzročil državni udar, ki ga je podprla državna vojska mesece pred volitvami.
Ob vrnitvi na oblast je Batista razveljavil ustavo iz leta 1940 in preklical politične svoboščine, med njimi pravico do stavke. Batista je sklenil zavezništvo z bogatimi kubanskimi posestniki, ki so imeli v lasti največje plantaže sladkornega trsa in tako vladal zastali ekonomiji, ki je povečala prepad med bogatimi in revnimi Kubanci. Vse bolj skorumpirano in represivno Batistovo vodstvo je pričelo sistematično bogateti z izkoriščanjem kubanskih trgovinskih interesov in sklepanjem dobičkonosnih poslov s severnoameriško mafijo, ki je nadzorovala posle z drogami, prostitucijo in havanskim igralništvom. V poskusu zadušitve naraščajočega nezadovoljstva prebivalstva, ki se je izražalo v obliki študentskih stavk in izgredov, je Batista povečal medijsko cenzuro in zaostril represijo nad komunisti s samovoljnim nasiljem, mučenjem in usmrtitvami, ki so stale življenja približno 20.000 ljudi. V 50. letih 20. stoletja je Batistov režim prejel finančno, logistično in vojaško podporo Združenih držav Amerike, pod vodstvom Harrya S. Trumana in Dwighta Eisenhowerja.
Med letoma 1956 in 1958 je »Gibanje 26. julij« (Movimiento 26 de Julio), nacionalistično in demokratično gibanje pod vodstvom Fidela Castra, vodilo upor zoper Batistovo represijo z gverilsko vojno med urbanimi in ruralnimi gverilci. Vojna se je končala s porazom diktatorskega režima, v bitki pri Sveti Klari, 1. januarja 1959, pod vodstvom Argentinca Ernesta Che Guevareja. Batista je nemudoma pobegnil z otoka in se nastanil v Dominikanski republiki, ki jo je takrat vodil Batistov zaveznik, Rafael Trujillo. Na koncu je našel azil na Portugalskem, kjer je vladal diktator Oliveira Salazar, umrl pa je 6. avgusta 1973, blizu španskega mesta Marbella.

## Otroštvo, mladost in prihod v vojsko
Fulgencio Batista se je rodil leta 1901 v Veguiti, kraju v občini Banes, v provinci Holguín in je bil krščen v cerkvi Svete Florentine v Fray Benitu, nekoč provinci Orienta. 
Batista je sin Belisaria Batiste in Carmele Zaldívar, Kubancev, ki sta se borila za neodvisnost Kube. Rodil se je v zelo revni družini in je zato že zelo zgodaj v mladosti poprijel za različna dela. Pri dvajsetih je kupil vozovnico za Havano in se leta 1921 pridružil vojski. Od leta 1923 je bil del vaške straže, kjer je dosegel čin narednika-stenografa državnih vojaških sil.
Po padcu vlade generala Gerarda Machada leta 1933, se je oblikovala nova vlada pod vodstvom Carlosa Manuela de Céspedesa y Quesade, a nezadovoljstvo je ostalo prisotno v delu družbe. Skupina vojakov, med katerimi je bil tudi Batista, in nekateri demokratični sektorji so podpisali manifest, v katerem so prosili za izdelavo nove ustave, ki bi nadomestila tisto iz leta 1901 (v kateri se je, med drugim, pojavil tudi amandma Platt).

## Državni udar leta 1933
Po Machadovem padcu leta 1933, je Batista prisostvoval v številnih zarotah, ki so dosegle vrhunec v civilno-vojaškem gibanju 4. septembra istega leta. Ustanovljen je bil upravni odbor, imenovan »la Pentarquía« (sestavljen iz 5 članov, eden od njih je bil dr. Ramón Grau). Prav tako je bil del kabineta revolucionar Dr. Antonia Guiterasa Holmesa. 
Na predlog Sergia Carba je bil Batista imenovan za poveljnika-šefa vojske, leta 1933. Od leta 1934 do leta 1940 je s trdo roko vodil represijo proti komunističnim in socialističnim gibanjem tovarn sladkorja.
Fulgencio Batista je vse do leta 1939, ko je bil nominiran za predsedniškega kandidata, v sodnih listinah listinah ostal zapisan pod rojstnim imenom Rubén Zaldívar, ko se je tudi ugotovilo, da vpis rojstva Fulgencia Batiste ne obstaja. Pridobitev rojstnega lista z imenom Fulgencia Batiste ga je stala preložitve kandidature in 1000 pesov za plačilo sodnika.
Leta 1940 je bila končno oblikovana ustava, pri nastanku katere so sodelovali politiki iz različnih sektorjev, med njimi Carlos Prío Socarrás, Ramón Grau San Martín, Eduardo Chibás in komunisti Blas Roca Calderío y Juan Marinello Vidaurreta.

## Predsedstvo (1940-1944)
Po odstopu Federica Lareda Burja leta 1940, se je istega leta Batista predstavil kot kandidat socialistično-demokratične koalicije na volitvah in bil izvoljen za predsednika. S svojim mandatom je pričel 10. oktobra 1940. V omenjeni vladi so sodelovali nekateri ministri Ljudske socialistične stranke. 8. junija 1940 je bila sprejeta nova ustava, ki je v kubansko politiko uvedla semiparlamentarizem: predsednik je bil izvoljen na podlagi splošne volilne pravice za obdobje naslednjih 4 let; prav tako je omogočila večji poseg vlade v ekonomijo in vzpostavila sistem socialnega varstva. Industrija sladkorja je bila leta 1939 močno prizadeta zaradi poslabšanja odnosov med Kubo in Združenimi državami Amerike, čeprav je nov sporazum, podpisan 27. decembra 1939 izboljšal situacijo, s ponovno vzpostavitvijo sistema kvot za to industrijo. 
Med svojim prvim mandatom je Batista z zavezniki sodeloval v 2. svetovni vojni in razglasil vojno japonskemu imperiju, Nemčiji in Italiji. Leta 1944 so bile razpisane nove volitve, na katerih je bil za predsednika izvoljen Ramón Grau San Martín.

## Po koncu predsedstva
Leta 1944 je Batista izbral Carlosa Saladrigasa za svojega naslednika, ta pa je bil poražen s strani Graua. Prve mesece nove vlade je Batista posvetil škodovanju Graueve administracije, kar je opazil tudi ameriški veleposlanik, Spruille Braden, ki je zapisal, da Batista povzroča probleme Grauu, še posebej na področju ekonomije.
Po zmagi Graua je Batista odšel v Združene države Amerike, zatrjujoč, da se bo tam počutil bolj varnega. Ločil se je od žene Elise in se leta 1945 poročil z Marto Fernández. Dva od njunih štirih otrok sta se rodila v Združenih državah Amerike. Naslednjih osem let je Batista živel v Waldorf Astoria v New Yorku in Daytona Beachu, na Floridi.
Čeprav iz razdalje, je bil še vedno prisoten v kubanski politiki in izvoljen v senat Kube leta 1948. Ob vrnitvi na Kubo se je z dovoljenjem predsednika Graua odločil ustanoviti stranko »el Partido de Acción Unitaria«. Leta 1948 je bil za predsednika države izvoljen Carlos Prío Socarrás.

## Diktatura (1952-1959)

### Državni udar 1952
Po osmih letih ustavne vlade pod predsedstvi Ramóna Graua San Martína in Carlosa Príoja Socarrása, je bil Batista eden od kandidatov na volitvah leta 1952. Nekatere ankete so ga postavljale na tretje mesto, za Robertom Agramontejem iz levo usmerjene stranke »el Partido Ortodoxo« in Carlosom Hevio iz nacionalistično usmerjene stranke »el Partido Auténtico«. Zaradi tega je štiri mesece pred predvidenimi volitvami, 10. marca 1952, izvedel državni udar na podlagi več slabo upravičljivih razlogov, izkoriščajoč svoje vodstvo v oboroženih silah in s podporo nekaterih političnih sektorjev v državi. Odhajajočega predsednika Carlosa Prío Socarrása je razrešil iz njegove funkcije, odpovedal volitve in se razglasil za začasnega predsednika. Državni udar ni prinesel prelivanja krvi, je pa zato pritegnil pozornost in skrb velike večine prebivalstva.
Fulgencio Batista je povišal plače pripadnikom oboroženih sila in policistom (s 67 pesov na 100 pesov in iz 91 pesov na 150 pesov), sebi je dodelil letno plačo, ki je bila višja od predsednika Združenih držav Amerike (iz 26 400 dolarjev na 144 000 dolarjev, v primerjavi s 100 000 dolarji Trumana), razpustil je kongres in predal zakonodajno oblast ministrskemu odboru, prepovedal pravico do stavke, ponovno vzpostavil smrtno kazen (prepovedana z ustavo iz leta 1940) in suspendiral ustavne pravice.
Z namenom legitimiranja svoje vlade je Batista 1. novembra 1954 organiziral prirejene volitve, z njim kot kandidatom koalicije med »l Partido Progresista de Acción«, »el Partido de la Unión Radical« in »el Partido Liberal«. Opozicija se je razdelila na dva dela, tako imenovane abstencioniste in elektoraliste. Abstencionisti so želeli bojkotirati volitve, neodvisno od okoliščin, v katerih bi bile izvedle, medtem ko so elektoralisti iskali določene pravice in zagotovila, da bi lahko prisostvovali na volitvah. Batista je z izsiljevanjem, ustrahovanjem in prevaro želel na vsak način zmagati na volitvah in s tem povzročil, da so vse politične stranke v državi umaknile svoje kandidature in se pridružile bojkotu abstencionistov.
Bivši predsednik Ramón Grau San Martín je izvedel kratko politično kampanjo, ampak se je odmaknil nekaj dni pred volitvami, z obtožbami, da je Batista prevarant in z opozorilom, da so bili njegovi privrženci prestrašeni in podvrženi pritisku. Tako je bil Batista izvoljen s 45,6 % podporo pri 52,6 % udeležbi. 

### Ekonomija
Ko je Batista prišel na oblast, je podedoval dokaj uspešno državo za razmere Latinske Amerike. Čeprav je bila tretjina prebivalstva na pragu revščine, je bila Kuba ena izmed najbolje razvitih držav v regiji. V 50. letih 20. stoletja je BDP na prebivalca Kube znašal približno toliko kot BDP Italije (glede na številke Batistove vlade), kljub temu pa je še vedno predstavljal eno šestino BDP-ja Združenih držav Amerike.
Kljub temu pa je, glede na raziskavo Državnega sveta Združenih držav Amerike za ekonomijo, izvedeno v ruralnih območjih med majem 1956 in junijem 1957, skoraj 60 % kmetov živelo v barakah s strehami iz palminih listov in tlemi iz zemlje, brez sanitarij ali tekoče vode. Skoraj 90 % gospodinjstev ni imelo elektrike, 85 % pa je imelo samo eno ali dve sobi za celo družino. Samo 11 % kmetov je uživalo mleko, 4 % meso in 2 % jajca. 43 % kmetov je bilo nepismenih.
Po drugi strani pa je Batistova vlada spoštovala pravice severnoameriške industrije in kubanskega trgovanja, saj so se plače industrijskih delavcev znatno povišale. Glede na Mednarodno organizacijo dela, je Kuba leta 1958 zasedala osmo mesto na lestvici plač delavcev v industriji. Pa vendar, korupcija je bila neizmerna in kljub več pozitivnim pokazateljem je imela kubanska družina leta 1953, v prvih mesecih diktature, samo 6 $ tedenskega prihodka, od 15 do 20 % aktivnega prebivalstva je bilo brezposelnega in samo v tretjini domov je bila prisotna tekoča voda.
Arthur Meier Schlesinger, Kennedyjev osebni svetovalec se je spominjal obiska glavnega mesta Kube in dejal: »Havana me je očarala in zgrožen se bil nad tem, kako se je to lepo mesto na žalost spremenilo v veliko igralnico in bordel za severnoameriške poslovneže [...]. Moji rojaki so hodili po ulicah, hodili s štirinajstletnimi kubanskimi deklicami in zapravljali denar samo zaradi užitka ob gledanju moških, ki se valjajo v kanalizaciji in jih izbirajo. Pri tem se človek vpraša, kako bi lahko Kubanci, ki so to gledali, Združene države Amerike obravnavali drugače kot s sovraštvom.«.

### Batista in organiziran kriminal
V 50. letih 20. stoletja je bila Havana polna igralnic, prostitucije, trgovine z mamili pod vodstvom severnoameriških kriminalnih združb, skorumpiranih policistov in politikov, izvoljenih s pomočjo goljufije. Ker se je Batista poskušal okoristiti na račun okoliščin, je vzpostavil trajne povezave z organiziranim kriminalom, še posebej s severnoameriškimi mafijci kot so bili Meyer Lansky in Lucky Luciano. Tako je Havana pod Batistovo oblastjo postala znana kot »Latinski Las Vegas«. Poslovni odnos med Batisto in Lanskyjem je trajal celih 10 let, pri čemer je Batista prejemal različne vrste podkupnin v zameno za Lanskyjev nadzor nad igralnicami in kubanskimi hipodromi.
Po koncu 2. svetovne vojne je bil Lucky Luciano spuščen na prostost, pod pogojem, da se za vedno vrne na Sicilijo. Luciano se je na skrivaj preselil na Kubo in tam poskušal ponovno prevzeti nadzor nad severnoameriško mafijo. Z Batistovim dovoljenjem je imel pod nadzorom tudi več havanskih igralnic, po pritiskih na diktatorja pa je severnoameriški vladi končno uspelo doseči deportacijo Luciana.
Batista je v Havani masovno spodbujal igre na srečo. Leta 1955 je bilo razglašeno, da bo Kuba dodelila licenco za igranje iger na srečo vsakemu, ki bo investiral 1 000 000 ameriških dolarjev v hotel ali 200 000 ameriških dolarjev v novo diskoteko, vlada pa bo priskrbela javna sredstva za gradnjo igralnic, davčno oprostitev za obdobje 10 let in ne bodo uveljavljali pravic na dajatve za uvoženo opremo in pohištvo novih hotelov. Vsaka igralnica bi za licenco vladi plačala 250 000 $ in še dodaten odstotek od dobička. V praksi pa je vlada opustila nadzor, kar je odprlo vrata vlagateljem z ilegalno pridobljenimi sredstvi. Tako je Meyer Lansky postal izstopajoča figura v igralniških poslih na Kubi in vplival na Batistovo politiko igralnic. Prav tako je spremenil Kubo v mednarodno pristanišče trgovanja z drogami.

### Odnosi z Združenimi državami Amerike
Vlada Združenih držav Amerike je izkoristila svoj vpliv za širjenje svojih interesov in povečanje dobička severnoameriških zasebnih podjetij, ki so obvladovali otoško ekonomijo. Kot simbol poslovnega odnosa med Batisto in severnoameriškimi podjetji, je multinacionalna telefonska družba ITT Corporation Batisti podarila zlat telefon, kot izraz zahvale za pretirano povišanje telefonske tarife, ki jo je uveljavil Batista na željo severnoameriške vlade.
Earl T. Smith, nekdanji veleposlanik Združenih držav Amerike na Kubi, je pred Senatom Združenih držav Amerike leta 1960 povedal, da je bila severnoameriška moč do prihoda Castra nad Kubo tako velika, da je bil veleposlanik druga najpomembnejša oseba, takoj za predsednikom, včasih celo bolj. Poleg tega je bila skoraj vsa pomoč, ki so jo Združene države Amerike priskrbele karibski državi v obliki orožja, ki je samo okrepilo diktaturo in ni pripomogla k ekonomskemu izboljšanju kubanskega prebivalstva. Tovrstno ravnanje je v prihodnosti omogočilo Castru in komunistom okrepiti rastoče prepričanje v ravnodušnost Združenih držav Amerike glede kubanskih upanj o dostojnem življenju. Sodelovanje z Batistovo vlado je temeljilo predvsem na diktatorjevem močnem nasprotovanju komunizmu v obdobju največjih pritiskov hladne vojne (1947-1953) med Združenimi državami Amerike in Sovjetsko zvezo. 

## Kubanska revolucija
26. julija 1953, malo manj kot leto po Batistovem državnem udaru, je majhna skupina revolucionarjev napadla vojašnico Moncada, v Santiagu. Vladne sile so z lahkoto porazile napadalce in zaprle njihove vodje, medtem ko je mnogo akterjev ušlo iz države. Glavni vodja napada, Fidel Castro, je bil mlad odvetnik, ki bi bil kandidat na parlamentarnih volitvah leta 1952, če te ne bi bile odpovedane zaradi državnega udara. Zaradi napada na vojašnico Moncada, je Batista preklical ustavno zagotovljene pravice in od takrat naprej pa vse do konca svojega vladanja, je policija skrbela za strah in represijo nad prebivalstvom.
Ob koncu leta 1955 so se vrstili študentski upori in protesti proti Batisti, brezposelnost pa je postala velik problem, saj pravkar diplomirani niso mogli dobiti stalne zaposlitve. Vse težave pa  je oblast reševala s povečanjem represije, pri čemer so bili vsi mladi obravnavani kot potencialni revolucionarji. Zaradi nenehne opozicije diktatorju in velike revolucionarne aktivnosti, ki se je dogajala v kampusu, je bila havanska univerza začasno zaprta 30. novembra 1956 pa vse do zrušitve Batiste.  13. marca 1957 je bil pred radijsko postajo »Reloj« s strani policije ubit študentski vodja José Antonio Echeverría, po tem, ko je oznanil, da je Batista umrl v ponesrečenem napadu na predsedniško palačo. V resnici je pred napadom pobegnil, študente Združenja univerzitetnih študentov in Revolucionarnega direktorija 13. maj, ki so vodili napad, pa so umorili vojaki in policisti. Castro je obsodil napad, saj »Gibanje 26. julij« ni sodelovalo pri napadu.

### Poskus državnega udara 1956
Aprila 1956 je Batista poskrbel za vrnitev vojaka Ramóna Barquína iz Združenih držav Amerike, da bi ocenil vojaške sposobnosti Dominikanske republike pred napadom na Kubo. V tistem času sta bila tako Batista kot dominikanski predsednik Rafael Trujillo  v veliki politični krizi. Barquín je bil zelo priljubljen med kubanskim narodom in Batista je pričakoval, da si bo zaradi tega povrnil vsaj nekaj podpore. Toda Barquín je v tistem času načrtoval Batistovo zrušitev v tako imenovani »Conspiración de los Puros«. 4. aprila 1956 je Barquín poskušal izvesti državni udar, ki pa ni bil uspešen, zaradi intervencije poročnika Ríosa Morejóna, ki je izdal Barquínov  načrt. Barquín je bil obsojen na samico na otoku Pinos (Isla de Juventud), nekateri agenti pa so bili obsojeni na smrt zaradi izdaje. Spet drugi, ki so sodelovali v udaru, pa so se izognili kazni v vojski.
Čistka kubanske vojske po poskusu udara je znatno oslabila oborožene sile, še posebej v boju proti Castrovim gverilam. Batistova policija je na vse večje nezadovoljstvo ljudstva odgovorila z mučenjem in pobijanjem osumljencev. V nobenem primeru pa niso bili sposobni premagati gverile v Sierri Maestri in v Escambrayu. Druga možna razlaga, zakaj Batista ni neposredno poskušal končati s Castrovim uporom, je po besedah Carlosa Alberta Montanera ta, da bi lahko na ta način z lahkoto ukradel del stroškov, ki jih je država uporabila za financiranje obrambe države. Diktatorska vlada je bila čedalje manj priljubljena med zatiranim prebivalstvom in tako je Sovjetska zveza začela tajno podpirati Castrovo gverilo. Tudi več generalov kubanskih oboroženih sil je v zadnjih letih govorilo slabo o Batisti, saj je njegovo pretirano vmešavanje v vojaško načrtovanje oslabilo in oviralo vojsko v boju proti gverilam.
Novembra 1958 so bile izvedene nove volitve, z izjemo provinc Las Villas in Oriente, ki sta bili takrat že pod Castrovim nadzorom. Volitve so bile predvidene za mesec junij, kot je to zahtevala ustava, ampak so se zavlekle zaradi aktivnosti gverile. Podobno kot leta 1954, je Ramón Grau tudi takrat umaknil svojo kandidaturo malo pred volitvami, zaradi domnevne goljufije, ko je Batista ukazal ponovno štetje glasov po volitvah. Na volitvah je zmagal Andrés Rivero Agüero, Batistov privrženec. Čeprav je bil legitimen predsednik republike, mu ni bilo dovoljeno prevzeti oblasti.

### Padec oblasti
»Ob upoštevanju izgube življenj, materialne škode na lastnini in očitne škode, ki se godi gospodarstvu Republike, prosim Boga, da razsvetli Kubance, da bi lahko živeil v miru, odstopam od svojih pooblastil kot predsednik Republike, ki jih prenašam na ustavnega naslednika. Ljudi pozivam, naj ostanejo znotraj reda in se izognejo temu, da bi postali žrtev strasti, ki bi lahko bile pogubne za kubansko družino.« Končni govor Fulgencia Batiste Zaldívarja, predsednika Republike. Havana, 1. januar 1959.
Konec decembra 1958 se je polom Batistove diktature zdel neizbežen. Severnoameriška vlada je na oblasti ohranjala diktatorja, mu dodeljevala letala, barke in orožje najnovejše tehnologije, kot je napalm, vendar pa so marca 1958 oznanili, da bodo prenehali prodajati orožje kubanski vladi.  Konec leta so celo uveljavili embargo na orožje, kar je zapečatilo usodo šibki diktatorski vladi. Decembra so bili edini, ki so še podpirali Batisto posestniki in kubanski poslovneži, ki so se ekonomsko obogatili z njegovo diktaturo.
28. decembra so milice pod vodstvom Che Guevare pričele z odločilnim napadom proti mestu Santa Clara, zadnji trdnjavi pred Havano. 31. decembra, ko so uporniške enote zavzele blindiran vlak, ki ga je vlada poslala za okrepitev mesta, se je Batista, ob 3:00 v noči na 1. januar 1959, odločil pobegniti proti Santu Domingu, skupaj z izvoljenim predsednikom Andrésom Rivero Agüerom.
Naslednjega jutra so čete Druge državne fronte Escambaya pod vodstvom Eloya Gutiérreza Menoya vstopile v Havano. Naslednji dan so prispele čete Gibanja 26. julij pod vodstvom Camila Cienfuegosa in Che Guevare, ki so brez upora zavzele regiment Campa Columbie in trdnjavo San Carlos de la Cabaña. a. Zatem so čete Revolucionarnega Direktorija na ukaz Faura Chomóna zasedle predsedniško palačo, kar je povzročilo krizo med revolucionarnimi silami.  Istočasno je Fidel Castro 1. januarja prišel v Santiago de Cuba, ga razglasil za začasno glavno mesto in proglasil Manuela Urrutio Lleója za predsednika države. Severnoameriška vlada je priznala legitimnost revolucionarne vlade in tako tudi konec Batistove diktature. 

## Izgnanstvo in smrt
Batista je pobegnil iz države z bogastvom vrednim približno 100 000 000 $, sprva je odšel v Dominikansko republiko, kasneje na Madeiro (Portugalska), nazadnje pa v Španijo Francisca Franca, čeprav je še decembra 1942 označil Franca za fašista. Batista je ostal v Španiji vse do svoje smrti leta 1973, ko je doživel srčni infarkt v Marbelli. Pokopan je na pokopališču San Isidro v Madridu, skupaj s svojo ženo Marto Fernández Miranda de Batista in enem od svojih petih otrok, Carlosom Manuelom, ki je umrl za levkemijo leta 1969.

## Upodobitev v filmih
- V filmu Andya Garcie Izgubljeno mesto (The Lost City, 2005) igralec Juan Fernández Mejías upodobi diktatorja.

- V drugem delu Botra (The Godfather Part II, 1974), v režiji Francisa Forda Coppola in po scenariju, ki ga je napisal skupaj z Mariem Puzom, je izpostavljena politična situcija na Kubi v času diktature Batiste in njegova povezanost z mafijo. Eden od prizorov upodobi slovo Batiste na novoletni zabavi leta 1959.

- Film Havana (Habana, 1990), v režiji Sydneya Pollacka, uprizori ljubezensko razmerje med Američanom (Robert Redford) in Kubanko (Lena Olin) v obdobju Batistove diktature. Skozi ves čas je prisoten prikaz družbenih razmer, ki so takrat vladale na Kubi. Film opisuje zadnji teden leta 1959 in zadnji dan v letu, ko je Batista izgnan iz države in Castro prevzame oblast.